# Zozoro (rivière)
La Zozoro est une rivière qui coule dans le district du Bas-Sassandra, en Côte d'Ivoire.

## Géographie
Zozoro prend sa source et coule dans le district du Bas-Sassandra, dans la partie sud-ouest de la Côte d'Ivoire, 170 km au sud-ouest de la capitale politique Yamoussoukro. Cette rivière fait partie du bassin versant du fleuve Sassandra.

## Climat
Le cours de la Zozoro a un climat de savane. La température moyenne est de 22 °C. Le mois le plus chaud est février avec 24 °C, tandis que le mois le plus froid est août avec 19 °C. Les précipitations annuelles moyennes s'élèvent à 1 690 mm. Le mois le plus humide est juin avec 258 mm de pluie, et le plus sec est janvier avec 17 mm.
| Zozoro Climatogramme Haut : Température maximale moyenne (°C) Bas : Précipitations (mm). Total annuel : 1 689 mm. |          |           |           |           |           |          |          |           |           |           |           |
| J | F        | M         | A         | M         | J         | J        | A        | S         | O         | N         | D         |
| 17 25 19 | 99 27 20 | 149 25 20 | 184 27 21 | 225 25 20 | 258 23 18 | 90 24 18 | 67 23 15 | 123 24 20 | 182 24 20 | 191 24 20 | 104 24 20 |